# اورویچ
اورویچ (به صربی: Urvič) یک منطقهٔ مسکونی در صربستان است که در ولادیچین خان واقع شده‌است. اورویچ ۷۱ نفر جمعیت دارد.